# Kirsten Ullrich
Kirsten Ullrich es una deportista alemana que compitió para la RFA en triatlón. Ganó una medalla de plata en el Campeonato Europeo de Triatlón de 1989.

## Palmarés internacional
| Campeonato Europeo | Campeonato Europeo | Campeonato Europeo | Campeonato Europeo |
| Año                | Lugar              | Medalla            | Prueba             |
| ------------------ | ------------------ | ------------------ | ------------------ |
| 1989               | Cascaes (Portugal) | Medalla de plata   | Individual         |